# Alexander Arweiler
Alexander Henry Arweiler (* 7. November 1967) ist ein deutscher Klassischer Philologe (Latinist).

## Leben
Nach dem Abitur 1987 und dem Wehrdienst begann Arweiler im Wintersemester 1988/1989 ein Studium der Klassischen Philologie, Philosophie und katholischen Theologie in Bonn und Rom (1990–92). Im Juni 1995 legte er das Erste Staatsexamen ab. Im Februar 1998 wurde er mit seiner Dissertation über die Bibeldichtung des Alcimus Avitus promoviert. Anschließend beteiligte er sich am Ausstellungskatalog „Handschriften der Kölner Dombibliothek“ und war PostDoc-Stipendiat des Graduiertenkollegs „Kommentar in Antike und Mittelalter“ in Bochum, außerdem Stipendiat der Deutschen Forschungsgemeinschaft. Ab April 1999 war Arweiler wissenschaftlicher Assistent am Institut für Klassische Altertumskunde der Universität Kiel bei Konrad Heldmann. Im November 2002 habilitierte er sich mit einer Arbeit zur Rhetorik Ciceros, 2004 wurde er als Professor für Klassische Philologie mit Schwerpunkt Latinistik an die Universität Münster berufen.
Arweiler beschäftigt sich mit Ciceros Reden und Werken zur Rhetorik, außerdem mit Fachschriftstellern der späten römischen Republik und der Kaiserzeit, mit Horaz und christlicher lateinischer Dichtung der Spätantike. Auch mit Theorie und Geschichte der Gattungen, Problemen literarischer Repräsentation und römischer Ästhetik und Semiotik befasst er sich. Zusammen mit Bardo Maria Gauly gibt er die „Bibliothek der lateinischen Literatur der Spätantike“ heraus.

## Veröffentlichungen
- Die Imitation antiker und spätantiker Literatur in der Dichtung 'De spiritalis historiae gestis' des Alcimus Avitus. Mit einem Kommentar zu Avit. carm. 4,429-540 und 5,526-703 (= Untersuchungen zur antiken Literatur und Geschichte, Band 52). 1998.
- Cicero rhetor: Die Partitiones Oratoriae und das Konzept des gelehrten Politikers (= Untersuchungen zur antiken Literatur und Geschichte, Band 68). 2003.
- Machtfragen. Zur kulturellen Repräsentation und Konstruktion von Macht in Antike, Mittelalter und Neuzeit, 2008
- mit Melanie Möller (Hrsg.): Vom Selbst-Verständnis in Antike und Neuzeit (= Transformationen der Antike 8). 2008